# Kinas Grand Prix 2017
Kinas Grand Prix 2017, officiellt 2017 Formula 1 Heineken Chinese Grand Prix, var ett Formel 1-lopp som kördes 9 april 2017 på Shanghai International Circuit i Shanghai i Kina. Loppet var det andra av sammanlagt tjugo deltävlingar ingående i Formel 1-säsongen 2017 och kördes över 56 varv.

## Resultat

### Kval
| Pos.                    | Nr | Förare             | Konstruktör               | Kvaltider | Kvaltider | Kvaltider | Start- grid |
| Pos.                    | Nr | Förare             | Konstruktör               | Q1        | Q2        | Q3        | Start- grid |
| ----------------------- | -- | ------------------ | ------------------------- | --------- | --------- | --------- | ----------- |
| 1                       | 44 | Lewis Hamilton     | Mercedes                  | 1.33,333  | 1.32,406  | 1.31,678  | 1           |
| 2                       | 5  | Sebastian Vettel   | Ferrari                   | 1.33,078  | 1.32,391  | 1.31,864  | 2           |
| 3                       | 77 | Valtteri Bottas    | Mercedes                  | 1.33,684  | 1.32,552  | 1.31,865  | 3           |
| 4                       | 7  | Kimi Räikkönen     | Ferrari                   | 1.33,341  | 1.32,181  | 1.32,140  | 4           |
| 5                       | 3  | Daniel Ricciardo   | Red Bull Racing-TAG Heuer | 1.34,041  | 1.33,546  | 1.33,033  | 5           |
| 6                       | 19 | Felipe Massa       | Williams-Mercedes         | 1.34,205  | 1.33,759  | 1.33,507  | 6           |
| 7                       | 27 | Nico Hülkenberg    | Renault                   | 1.34,453  | 1.33,636  | 1.33,580  | 7           |
| 8                       | 11 | Sergio Pérez       | Force India-Mercedes      | 1.34,657  | 1.33,920  | 1.33,706  | 8           |
| 9                       | 26 | Daniil Kvyat       | Toro Rosso-Renault        | 1.34,440  | 1.34,034  | 1.33,719  | 9           |
| 10                      | 18 | Lance Stroll       | Williams-Mercedes         | 1.33,986  | 1.34,090  | 1.34,220  | 10          |
| 11                      | 55 | Carlos Sainz, Jr.  | Toro Rosso-Renault        | 1.34,567  | 1.34,150  |           | 11          |
| 12                      | 20 | Kevin Magnussen    | Haas-Ferrari              | 1.34,942  | 1.34,164  |           | 12          |
| 13                      | 14 | Fernando Alonso    | McLaren-Honda             | 1.34,499  | 1.34,372  |           | 13          |
| 14                      | 9  | Marcus Ericsson    | Sauber-Ferrari            | 1.34,892  | 1.35,046  |           | 14          |
| 15                      | 36 | Antonio Giovinazzi | Sauber-Ferrari            | 1.34,963  | Ingen tid |           | 18          |
| 16                      | 2  | Stoffel Vandoorne  | McLaren-Honda             | 1.35,023  |           |           | 15          |
| 17                      | 8  | Romain Grosjean    | Haas-Ferrari              | 1.35,223  |           |           | 19          |
| 18                      | 30 | Jolyon Palmer      | Renault                   | 1.35,279  |           |           | 20          |
| 19                      | 33 | Max Verstappen     | Red Bull Racing-TAG Heuer | 1.35,433  |           |           | 16          |
| 20                      | 31 | Esteban Ocon       | Force India-Mercedes      | 1.35,496  |           |           | 17          |
| 107 %-gränsen: 1.39,593 |    |                    |                           |           |           |           |             |
| Källor:                 |    |                    |                           |           |           |           |             |

### Lopp
| Pos.    | Nr | Förare             | Konstruktör               | Varv | Tid/Bröt     | Grid | Poäng |
| ------- | -- | ------------------ | ------------------------- | ---- | ------------ | ---- | ----- |
| 1       | 44 | Lewis Hamilton     | Mercedes                  | 56   | 1:37.36,158  | 1    | 25    |
| 2       | 5  | Sebastian Vettel   | Ferrari                   | 56   | +6,250       | 2    | 18    |
| 3       | 33 | Max Verstappen     | Red Bull Racing-TAG Heuer | 56   | +45,192      | 16   | 15    |
| 4       | 3  | Daniel Ricciardo   | Red Bull Racing-TAG Heuer | 56   | +46,035      | 5    | 12    |
| 5       | 7  | Kimi Räikkönen     | Ferrari                   | 56   | +48,076      | 4    | 10    |
| 6       | 77 | Valtteri Bottas    | Mercedes                  | 56   | +48.808      | 3    | 8     |
| 7       | 55 | Carlos Sainz Jr.   | Toro Rosso-Renault        | 56   | +1:12.893    | 11   | 6     |
| 8       | 20 | Kevin Magnussen    | Haas-Ferrari              | 55   | +1 varv      | 12   | 4     |
| 9       | 11 | Sergio Pérez       | Force India-Mercedes      | 55   | +1 varv      | 8    | 2     |
| 10      | 31 | Esteban Ocon       | Force India-Mercedes      | 55   | +1 varv      | 17   | 1     |
| 11      | 8  | Romain Grosjean    | Haas-Ferrari              | 55   | +1 varv      | 19   |       |
| 12      | 27 | Nico Hülkenberg    | Renault                   | 55   | +1 varv      | 7    |       |
| 13      | 30 | Jolyon Palmer      | Renault                   | 55   | +1 varv      | 20   |       |
| 14      | 19 | Felipe Massa       | Williams-Mercedes         | 55   | +1 varv      | 6    |       |
| 15      | 9  | Marcus Ericsson    | Sauber-Ferrari            | 55   | +1 varv      | 14   |       |
| Bröt    | 14 | Fernando Alonso    | McLaren-Honda             | 33   | Drivaxel     | 13   |       |
| Bröt    | 26 | Daniil Kvyat       | Toro Rosso-Renault        | 18   | Hydraulik    | 9    |       |
| Bröt    | 2  | Stoffel Vandoorne  | McLaren-Honda             | 17   | Bränsletryck | 15   |       |
| Bröt    | 36 | Antonio Giovinazzi | Sauber-Ferrari            | 3    | Olycka       | 18   |       |
| Bröt    | 18 | Lance Stroll       | Williams-Mercedes         | 0    | Kollision    | 10   |       |
| Källor: |    |                    |                           |      |              |      |       |